# José María Medina

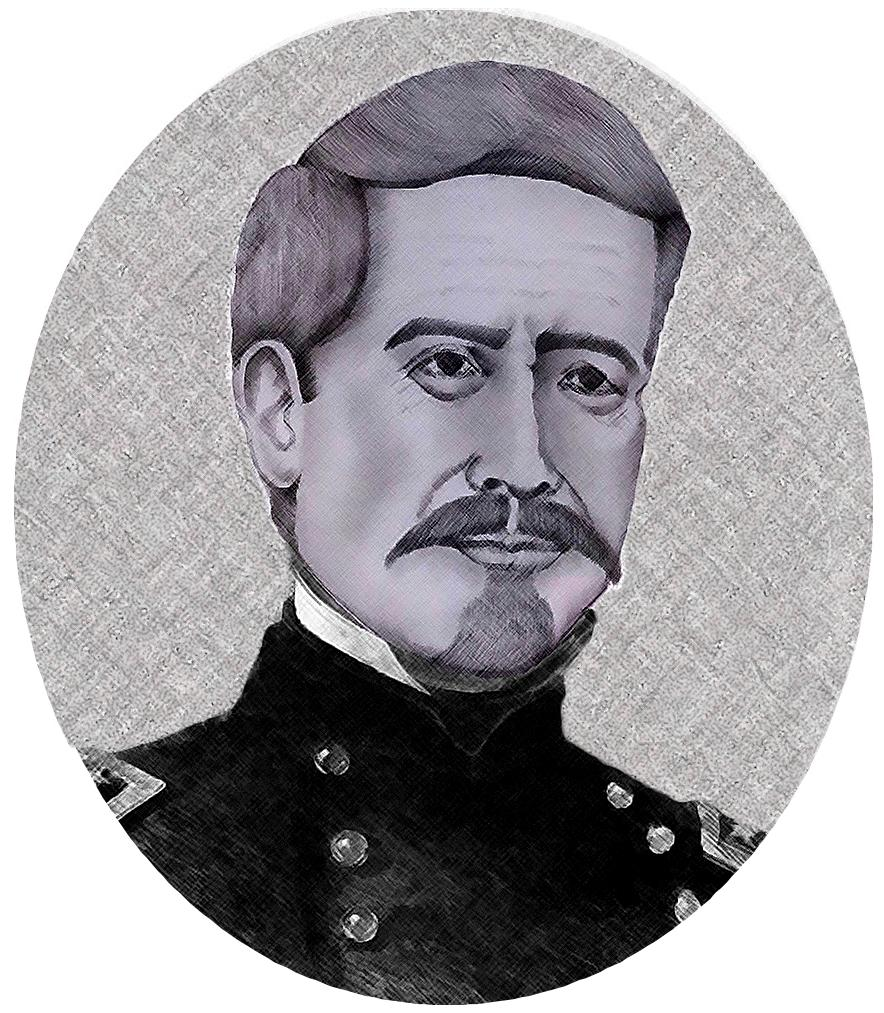
José María Medina

José María Medina (Departement Gracias a Dios, Honduras, 8 september 1826 – Santa Rosa de Copán, 1878) was een tijdelijke President van Honduras tussen 1 september en 31 december, 1863.
Later werd hij nog twee keer president, waarvan één keer voor een langere periode, van 15 maart 1864 tot 26 juli 1872. De derde en kortste periode was van 12 tot 27 augustus 1876.
Hij werd in 1878 gefusilleerd in Santa Rosa de Copán.